# Vidéographie de Rihanna

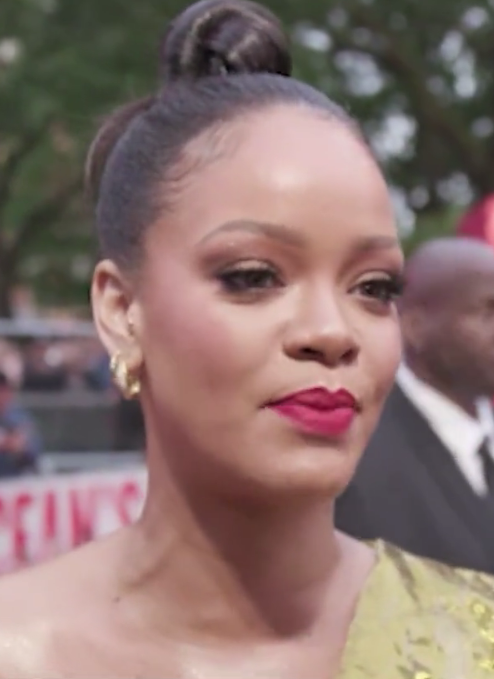
Rihanna à la première d'Ocean's 8 en 2018

La vidéographie de Rihanna est composé de quatre albums vidéo et cinquante-deux vidéoclips, six films, dix émissions de télévision et huit publicités télévisées. 
En 2005, Rihanna signe un contrat d'enregistrement avec Def Jam Recordings et publie son premier single Pon de Replay, tiré de son premier album studio Music of the Sun (2005). Comme les paroles de la chanson, le clip vidéo s'inspire de l'univers des discothèques et de la danse et est réalisé par Little X. Trois vidéos distinctes ont été publiées pour SOS, le single principal de son deuxième album studio, A Girl Like Me (2006), contenant toutes des séquences de danse différentes. La même année, le réalisateur américain Anthony Mandler réalise le vidéoclip d'accompagnement du deuxième single Unfaithful, mettant en vedette Rihanna dans un triangle amoureux dangereux avec son amant et son mari. C'est la première collaboration de Rihanna avec Mandler ; ils ont ensuite travaillé ensemble régulièrement. Également en 2006, Rihanna joue dans le troisième volet de la série de films Bring It On intitulé American Girls 3. 
Le clip vidéo de Umbrella, le premier single de son troisième album studio, Good Girl Gone Bad (2007), a été réalisé par Chris Applebaum et présente des scènes de Rihanna nue, recouverte de peinture argentée. Il a remporté le prix de la vidéo de l'année aux MTV Video Music Awards 2007. Sept autres singles, accompagnés de clips séparés réalisés par Mandler, sont issus de l'album. Rihanna s'est rendue en Europe pour tourner les clips vidéo des singles de 2007 Shut Up and Drive et Don't Stop the Music à Prague,. Russian Roulette, le single du quatrième album studio de Rihanna, Rated R (2009), a été présenté par l'acteur et mannequin américain Jesse Williams. Le clip vidéo du deuxième single, Hard, a été réalisé par Melina Matsoukas, qui a également réalisé les vidéos des singles de Rihanna en 2010, Rude Boy et Rockstar 101,,. La même année, Rihanna chante Love the Way You Lie d'Eminem. Le clip vidéo d'accompagnement de la chanson présente les acteurs Dominic Monaghan et Megan Fox dans une relation de haine amoureuse tandis qu'Eminem et Rihanna se produisent devant une maison en flammes. En 2010, Rihanna a également filmé les scènes de sa deuxième apparition dans Battleship, sorti en avril 2012.
En 2011, trois des vidéos de Rihanna ont semé la controverse. Le clip vidéo de S & M réalisé par Matsoukas (Loud, 2010) a été poursuivi en justice par le photographe américain David LaChapelle et a été interdit dans onze pays en raison de son contenu sexuel. Le Parents Television Council (PTC) a critiqué Rihanna pour son « exécution meurtrière calculée » dans la vidéo de son single Man Down de 2011. En septembre 2011, Rihanna publie We Found Love, le titre principal de son sixième album studio, Talk That Talk ; le clip a suscité la controverse de certains groupes d'activistes, dont le Rape Crisis Centre au Royaume-Uni. De jeunes pasteurs chrétiens et la Fondation du cancer d'Ulster ont également critiqué la vidéo. Ils pointent du doigt la représentation de rapports sexuels sous l'influence de drogues illégales et estiment que Rihanna, qui fume dans le clip, n'est pas un modèle pour les jeunes filles et les femmes. Malgré les critiques, la vidéo a remporté le prix de la vidéo de l'année aux MTV Video Music Awards de 2012 et le Grammy Award du meilleur vidéoclip musical au format court aux 2013 Grammy Awards. Mandler a réalisé le clip de Diamonds, le single du septième album studio de Rihanna, Unapologetic. Il représente Rihanna dans quatre environnements qui représentent les éléments de la terre, de l’air, de l’eau et du feu.

## Vidéoclips
| Titre                                      | Autre(s) artiste(s)       | Réalisateur(s)                             | Album                                                     | Year | Ref.          |
| ------------------------------------------ | ------------------------- | ------------------------------------------ | --------------------------------------------------------- | ---- | ------------- |
| Pon de Replay                              | NC                        | Little X                                   | Music of the Sun                                          | 2005 | [ 21 ]        |
| If It's Lovin' that You Want               | NC                        | Marcus Raboy (en)                          | Music of the Sun                                          | 2005 | [ 21 ] [ 22 ] |
| SOS                                        | NC                        | Chris Applebaum                            | A Girl like Me                                            | 2006 | [ 23 ] [ 21 ] |
| SOS (Nike version)                         | NC                        | Chris Applebaum                            | A Girl like Me                                            | 2006 | [ 24 ] [ 25 ] |
| Unfaithful                                 | NC                        | Anthony Mandler                            | A Girl like Me                                            | 2006 | [ 5 ] [ 26 ]  |
| We Ride                                    | NC                        | Anthony Mandler                            | A Girl like Me                                            | 2006 | [ 5 ] [ 26 ]  |
| Roll It                                    | J-Statut Shontelle        | Vashtie Kola                               | The Beginning                                             | 2007 |               |
| Umbrella                                   | Jay-Z                     | Chris Applebaum                            | Good Girl Gone Bad                                        | 2007 | [ 27 ] [ 21 ] |
| Shut Up and Drive                          | NC                        | Anthony Mandler                            | Good Girl Gone Bad                                        | 2007 | [ 10 ] [ 28 ] |
| Hate That I Love You                       | Ne-Yo or David Bisbal     | Anthony Mandler                            | Good Girl Gone Bad                                        | 2007 | [ 28 ] [ 29 ] |
| Don't Stop the Music                       | NC                        | Anthony Mandler                            | Good Girl Gone Bad                                        | 2007 | [ 9 ] [ 28 ]  |
| Take a Bow                                 | NC                        | Anthony Mandler                            | Good Girl Gone Bad: Reloaded                              | 2008 | [ 28 ] [ 30 ] |
| If I Never See Your Face Again             | Maroon 5                  | Anthony Mandler                            | It Won't Be Soon Before Long Good Girl Gone Bad: Reloaded | 2008 | [ 28 ] [ 31 ] |
| Disturbia                                  | NC                        | Anthony Mandler                            | Good Girl Gone Bad: Reloaded                              | 2008 | [ 28 ] [ 32 ] |
| Rehab                                      | Justin Timberlake         | Anthony Mandler                            | Good Girl Gone Bad                                        | 2008 | [ 28 ] [ 33 ] |
| Live Your Life                             | T.I.                      | Anthony Mandler                            | Paper Trail                                               | 2008 | [ 34 ] [ 21 ] |
| Run This Town                              | Jay-Z Kanye West          | Anthony Mandler                            | The Blueprint 3                                           | 2009 | [ 21 ] [ 35 ] |
| Wait Your Turn                             | NC                        | Anthony Mandler                            | Rated R                                                   | 2009 | [ 36 ] [ 21 ] |
| Russian Roulette                           | NC                        | Anthony Mandler                            | Rated R                                                   | 2009 | [ 37 ] [ 38 ] |
| Hard                                       | Young Jeezy               | Melina Matsoukas                           | Rated R                                                   | 2009 | [ 12 ] [ 37 ] |
| Shy Ronnie                                 | The Lonely Island         | Akiva Schaffer                             | NC                                                        | 2009 | [ 39 ]        |
| Rude Boy                                   | NC                        | Melina Matsoukas                           | Rated R                                                   | 2010 | [ 13 ] [ 37 ] |
| Rockstar 101                               | Slash                     | Melina Matsoukas                           | Rated R                                                   | 2010 | [ 14 ] [ 37 ] |
| Te Amo                                     | NC                        | Anthony Mandler                            | Rated R                                                   | 2010 | [ 37 ]        |
| Love the Way You Lie                       | Eminem                    | Joseph Kahn                                | Recovery                                                  | 2010 | [ 21 ]        |
| Who's That Chick? (Day and Night versions) | David Guetta              | Jonas Åkerlund                             | One More Love                                             | 2010 | [ 40 ] [ 21 ] |
| Only Girl (In the World)                   | NC                        | Anthony Mandler                            | Loud                                                      | 2010 | [ 41 ] [ 21 ] |
| Shy Ronnie 2: Ronnie & Clyde               | The Lonely Island         | Akiva Schaffer                             | Turtleneck &amp; Chain                                    | 2010 | [ 42 ]        |
| What's My Name?                            | Drake                     | Philip Andelman                            | Loud                                                      | 2010 | [ 43 ] [ 44 ] |
| S&M                                        | NC                        | Melina Matsoukas                           | Loud                                                      | 2011 | [ 43 ] [ 45 ] |
| All of the Lights                          | Kanye West Kid Cudi       | Hype Williams                              | My Beautiful Dark Twisted Fantasy                         | 2011 | [ 46 ] [ 21 ] |
| California King Bed                        | NC                        | Anthony Mandler                            | Loud                                                      | 2011 | [ 43 ] [ 47 ] |
| Man Down                                   | NC                        | Anthony Mandler                            | Loud                                                      | 2011 | [ 43 ] [ 48 ] |
| Cheers (Drink to That)                     | NC                        | Evan Rogers Ciara Pardo                    | Loud                                                      | 2011 | [ 43 ] [ 49 ] |
| Fly                                        | Nicki Minaj               | Sanaa Hamri                                | Pink Friday                                               | 2011 | [ 50 ] [ 21 ] |
| We Found Love                              | Calvin Harris             | Melina Matsoukas                           | Talk That Talk                                            | 2011 | [ 51 ] [ 21 ] |
| You da One                                 | NC                        | Melina Matsoukas                           | Talk That Talk                                            | 2011 | [ 52 ] [ 53 ] |
| Take Care                                  | Drake                     | Yoann Lemoine                              | Take Care                                                 | 2012 | [ 54 ] [ 21 ] |
| Where Have You Been                        | NC                        | Dave Meyers                                | Talk That Talk                                            | 2012 | [ 52 ] [ 55 ] |
| Princess of China                          | Coldplay                  | Adria Petty Alan Bibby                     | Mylo Xyloto                                               | 2012 | [ 56 ] [ 21 ] |
| Diamonds                                   | NC                        | Anthony Mandler                            | Unapologetic                                              | 2012 | [ 20 ] [ 21 ] |
| Stay                                       | Mikky Ekko                | Sophie Muller                              | Unapologetic                                              | 2013 | [ 57 ]        |
| Pour It Up                                 | NC                        | Robyn Fenty                                | Unapologetic                                              | 2013 | [ 57 ] [ 58 ] |
| What Now                                   | NC                        | Darren Craig Jonathan Craven Jeff Nicholas | Unapologetic                                              | 2013 | [ 57 ]        |
| The Monster                                | Eminem                    | Rich Lee                                   | The Marshall Mathers LP 2                                 | 2013 |               |
| Can't Remember to Forget You               | Shakira                   | Joseph Kahn                                | Shakira                                                   | 2014 | [ 59 ] [ 21 ] |
| FourFiveSeconds                            | Kanye West Paul McCartney | Inez & Vinoodh                             | NC                                                        | 2015 | [ 60 ]        |
| American Oxygen                            | NC                        | Darren Craig Jonathan Craven Jeff Nicholas | NC                                                        | 2015 | [ 61 ]        |
| Bitch Better Have My Money                 | NC                        | Robyn Fenty Megaforce                      | NC                                                        | 2015 | [ 62 ]        |
| Work                                       | Drake                     | Director X Tim Erem                        | Anti                                                      | 2016 | [ 63 ] [ 21 ] |
| Kiss It Better                             | NC                        | Craig McDean                               | Anti                                                      | 2016 | [ 64 ] [ 65 ] |
| Needed Me                                  | NC                        | Harmony Korine                             | Anti                                                      | 2016 | [ 66 ] [ 65 ] |
| This Is What You Came For                  | Calvin Harris             | Emil Nava                                  | NC                                                        | 2016 | [ 67 ]        |
| Sledgehammer                               | NC                        | Floria Sigismondi                          | Star Trek Beyond                                          | 2016 | [ 68 ]        |
| Wild Thoughts                              | DJ Khaled Bryson Tiller   | Colin Tilley                               | Grateful                                                  | 2017 | [ 69 ]        |
| Loyalty                                    | Kendrick Lamar            | Dave Meyers & the little homies            | Damn                                                      | 2017 | [ 70 ]        |
| Lemon                                      | N.E.R.D                   |                                            | No One Ever Really Dies                                   | 2017 | [ 71 ]        |

### Apparitions en tant qu'artiste invitée
| Titre                         | Interprète(s)             | Réalisateur(s)          | Album                          | Année | Réf.          |
| ----------------------------- | ------------------------- | ----------------------- | ------------------------------ | ----- | ------------- |
| Comme ça                      | Memphis Bleek Swizz Beatz | R. Malcolm Jones        | 534                            | 2006  | [ 72 ] [ 21 ] |
| Paranoïaque                   | Kanye West Mr Hudson      | Nabil Elderkin          | 808s and Heartbreak            | 2009  | ,             |
| Can't Get Enough              | J. Cole Trey Songz        | Clifton Bell            | Cole World: The Sideline Story | 2011  | ,             |
| Mode Killa                    | ASAP Rocky                | ASAP Rocky Virgil Alboh | Long. Live. ASAP               | 2013  | ,             |
| Gangstas Don't Live That Long | Snoop Dogg                | Dah Dah                 | C'est mon travail Volume 3     | 2014  | ,             |
| Célèbre                       | Kanye West                | NC                      | The Life of Pablo              | 2016  | [ 77 ]        |

## Albums vidéo
| Titre                                        | Détails                                                                                               | Certifications               |
| -------------------------------------------- | --- | ---------------------------- |
| Good Girl Gone Bad Live                      | - Sortie : 9 juin 2008 - Label : Def Jam, SRP - Formats : Blu-ray, téléchargement numérique, DVD      | - ARIA : Platine - RIAA : Or |
| Une bonne fille qui a mal tourné: les vidéos | - Sortie : 12 décembre 2008 - Label : Island Def Jam - Format : Téléchargement numérique              |                              |
| Loud Tour Live at the O2                     | - Sortie : 13 décembre 2012 - Label : Def Jam, SRP - Formats : Blu-ray, téléchargement numérique, DVD | - ABPD : Or                  |
| Rihanna 777 Documentary ... 7Pays7Days7Shows | - Sortie : 7 mai 2013 - Label : Def Jam, SRP - Formats : téléchargement numérique, DVD                | - ABPD : Or                  |

## Filmographie
| Film                                           | Année | Réalisateur(s)                 | Personnage                   | Description |
| ---------------------------------------------- | ----- | ------------------------------ | ---------------------------- | --- |
| Amenez-le: tout ou rien                        | 2006  | Steve Rash                     | Elle-même                    | Caméo |
| Bataille navale                                | 2012  | Peter Berg                     | Le maître de 1re Cora Raikes | Rihanna joue le rôle d'une spécialiste en armement à bord d'un navire de la marine qui combat des extraterrestres sur la côte d'Hawaï.                                                                 |
| Katy Perry - Une Partie de Moi                 | 2012  | Dan Cutforth & Jane Lipsitz    | Elle-même                    | Caméo |
| Coldplay Live 2012                             | 2012  | Paul Dugdale                   | Se                           | Caméo |
| C'est la fin                                   | 2013  | Evan Goldberg et Seth Rogen    | Elle-même                    | Le film d' action humoristique met en scène plusieurs célébrités assistant à une soirée chez James Franco, pendant que l'Apocalypse éclate.                                                            |
| Annie                                          | 2014  | Will Gluck                     | Déesse de la lune            | Caméo |
| Accueil                                        | 2015  | Tim Johnson                    | Astuce Tucci                 | Un film d'animation basé sur le livre The True Meaning of Smekday de Adam Rex . Le film met en scène des extra-terrestres amicaux envahissant la Terre et l’utilisant comme cachette de leurs ennemis. |
| Popstar: ne jamais arrêter ne jamais s'arrêter | 2016  | Akiva Schaffer & Jorma Taccone | Se                           | Caméo |
| Valériane et la Cité des Mille Planètes        | 2017  | Luc Besson                     | Bulle                        | Le film est basé sur un roman graphique français qui se déroule au XXVIIIe siècle. |
| Ocean's 8                                      | 2018  | Gary Ross                      | Neuf Ball                    | Le film est à la fois une continuation et une retombée de la trilogie Ocean de Steven Soderbergh et présente un casting composé uniquement de femmes.                                                  |
| Île de goyave                                  | 2019  | Hiro Murai                     | Kofi                         | Rôle principal dans le film Amazon Studios, produit par Childish Gambino et commercialisé via son décor au Festival Coachella en 2019                                                                  |

## Télévision
| Émission de télévision              | Année               | Personnage   | La description |
| ----------------------------------- | ------------------- | ------------ | --- |
| Las Vegas                           | 2005                | Se           | The Real McCoy (saison 3 : épisode 6) |
| Mon super doux 16                   | 2006                | Se           | Darnell (saison 3 : épisode 7) |
| Tous mes enfants                    | 2006                | Se           | (épisode du 25 juillet) |
| Punk'd                              | 2006                | Se           | (saison 7 : épisode 8) |
| Saturday Night Live                 | 2009 2010 2012 2015 | Se           | Blake Lively / Rihanna (saison 35 : épisode 8) Jon Hamm / Rihanna (saison 36: épisode 5) Eli Manning / Rihanna (saison 37 : épisode 20) Anne Hathaway / Rihanna (saison 38 : épisode 7) Louis CK / Rihanna (saison 40 : épisode 21) |
| Chelsea Dernièrement                | 2011                | Se           | (épisode du 10 mars) |
| Extreme Makeover: Édition Familiale | 2011                | Se           | The Jubilee House / Famille Marshall (saison 9 : épisode 1) |
| Le facteur X                        | 2011                | Se           | Juge invité (saison 1, épisodes 7, 8 et 9) |
| De style rock                       | 2012                | Se           | Producteur exécutif |
| Le prochain chapitre d'Oprah        | 2012                | Se           | Rihanna (saison 2 : épisode 1) |
| Style de rock                       | 2013                | Se           | Producteur exécutif |
| La voix                             | 2015                |              | Candidat mentor (ronde des Knockouts; saison 9 ) |
| Bates Motel                         | 2017                | Marion Crane | Rôle récurrent (saison 5) |